# Zerkleinern
Das Zerkleinern ist eine der vier Prozesshauptgruppen der Mechanischen Verfahrenstechnik und beschreibt die Verschiebung der Partikelgrößenverteilung (Körner, Tropfen, Gasblasen) in einen feineren Größenbereich. Die anderen Prozesshauptgruppen sind Agglomerieren, Mischen und Trennen.
Ein Zerkleinern ist aus dem alltäglichen Leben bekannt, da es eine übliche Tätigkeit in der Küche ist. Man schneidet, raspelt, zerdrückt oder zerreibt Nahrungsmittel und Gewürze, um so ihre Genießbarkeit vorzubereiten, ihren Geschmack oder Geruch zu entfalten oder sie einfach in eine ansprechendere Form zu bringen.
Industrielle Anwendungen liegen beispielsweise in der mineralischen Aufbereitung (Rohstoffgewinnung), der Abfallverwertung, der Lebensmittelherstellung und der keramischen Industrie.

## Zerkleinerungsvorgang
Der Prozess des Zerkleinerns lässt sich anhand des Aggregatzustands unterscheiden:

### Feststoffe
Der Begriff Zerkleinern zielt zumeist auf Feststoffe ab. Je nach Korngröße und Härte der Materialien unterscheidet man Grobbrechen, Feinbrechen und Schroten bei Korngrößen des Ausgangsmaterials von 50 mm bis 0,5 mm und Feinmahlen, Feinstmahlen und Kolloidmahlen bei Korngrößen von 500 Mikrometer bis unter 5 Mikrometer. Die Benennung der Ergebnisse der Zerkleinerung reicht von Brocken über Schotter, Split, Grieß, Mehl, Puder bis zu kolloidaler Feinheit. 
Es werden folgende Zerkleinerungsarten (bzw. Beanspruchungsarten) unterschieden:
- Druckzerkleinerung: Material wird zwischen zwei Werkzeugflächen zerdrückt
- Schlagzerkleinerung: Material liegt auf einer Werkzeugfläche auf und wird durch Schlag mit einem zweiten beweglichen Werkzeug zertrümmert
- Reibzerkleinerung: Material wird durch zwei sich gegensätzlich bewegende Werkzeugflächen beansprucht
- Schneidzerkleinerung: Material wird mittels zwei Schneiden in zwei Teile geschnitten. (Siehe auch Scherschneiden)
- Prallzerkleinerung: Material wird gegen eine Wand geworfen, prallt gegen ein bewegtes Werkzeug oder zwei Partikel stoßen gegeneinander[1]

Zum Einsatz kommen Zerkleinerungsmaschinen wie Backenbrecher, Prallbrecher,  Hammermühlen, Kugelmühlen, Kolloidmühlen, Gutbett-Walzenmühlen, Einwellenzerkleinerer, Schwingmühlen und viele andere.

### Flüssigkeiten
Werden Flüssigkeiten „zerkleinert“, spricht man von Flüssigkeitszerteilung und im Einzelnen von Berieselung, Zerstäubung (z. B. Haarspray) und Zerspritzung. Beim Berieseln wird die Flüssigkeit in Strahlen oder große Tropfen verteilt, beim Zerstäuben – oft durch Düsen – in feine bis feinste Tropfen. Beim Zerspritzen wird die Flüssigkeit durch rotierende Maschinenteile oder Prallflächen zerteilt. Anwendungsbeispiele der Flüssigkeitszerteilung sind Kühlung, Absorption, Gasreinigung, Trocknen durch Zerstäuben, Brennstoffzerstäubung in Feuerungen und gezielte Reaktionen zwischen Gasen und Flüssigkeiten. Das Zerstäuben von Flüssigkeiten, Emulsionen oder Suspensionen nimmt eine besondere Stellung beim Beschichten von Oberflächen (Lackieren) ein.

### Gase
Werden Gase zerkleinert, das heißt Gasblasen in flüssiger Umgebung, spricht man vom Begasen (Whirlpool, Bioreaktor).